# Kadawatha
Kadawatha är en administrativ by i Sri Lanka.   Den ligger i provinsen Nordvästprovinsen, i den västra delen av landet, 50 km norr om huvudstaden Colombo.